# Evangelische Superintendentur A. B. Oberösterreich
Die Evangelische Superintendentur A. B. Oberösterreich ist eine Diözese der Evangelischen Kirche A. B. in Österreich.

## Organisation
Der Sitz der Diözese befindet sich in Linz. Ihr gehören 35 Pfarrgemeinden, acht Tochtergemeinden und rund 50 Predigtstellen an. Die Diözese umfasst das Bundesland Oberösterreich. Die Zahl der Mitglieder beträgt 43.847. Die Leitung obliegt dem Superintendentialausschuss. Die geistliche Leitung hat der Superintendent inne, die weltliche die Superintendentialkuratorin.

### Superintendent
- Gerold Lehner (seit 2005)

Siehe auch: Liste der evangelischen Superintendenten in Oberösterreich

### Superintendentialkuratorin
- Renate Bauinger (seit 2021)

Siehe auch: Liste der evangelischen Superintendentialkuratoren in Oberösterreich

### Superintendentialausschuss
- Andreas Hochmeir – Pfarrer in Wallern
- Markus Lang – Pfarrer in Vöcklabruck
- Gernot Mischitz – Pfarrer in Leonding
- Reinhard Füssl – Gerichtsvorsteher in Ruhe
- Ulrike Sahl-Neubacher – Logopädin
- Benedikt Schobesberger – Müllermeister[4]

## Gemeinden
Die ältesten evangelischen Pfarren der Diözese stellen die sogenannten Toleranzgemeinden dar. Nachdem Kaiser Joseph II. am 13. Oktober 1781 das erste Toleranzpatent erlassen hatte, mit dem die evangelische Religionsausübung in den habsburgischen Kronländern nicht mehr unter Strafe gestellt wurde, begannen sich die davor in Oberösterreich existierenden Geheimprotestanten zu ihrer Konfession zu bekennen.
In Oberösterreich entstanden vorerst neun Toleranzgemeinden: (Bad) Goisern (1782) mit den Toleranzbethäusern in Goisern und Hallstatt, Eferding (1783), Gosau (1784), Neukematen (1783), Rutzenmoos (1782), Scharten (1782), Thening (1783), Wallern an der Trattnach (1782), Wels (1782).
1813 wurde in Attersee eine weitere Toleranzgemeinde durch Abspaltung von Rutzenmoos gebildet. Von Rutzenmoos leiten sich auch alle späteren Toleranzgemeinden in den Bundesländern Salzburg und Tirol ab, da Oberösterreich mit Salzburg und Tirol bis 1966 eine gemeinsame Diözese bildete.
| Pfarrgemeinde                 | Gründungsjahr | Kirchengebäude                                                                                  | Bild |
| ----------------------------- | ------------- | ----------------------------------------------------------------------------------------------- | ---- |
| Attersee                      | 1812          | Evangelische Kirche Attersee                                                                    |      |
| Bad Goisern                   | 1782          | Evangelische Pfarrkirche Bad Goisern                                                            |      |
| Bad Hall                      | 1978          | Lukaskirche                                                                                     |      |
| Bad Ischl                     | 1902          | Friedenskirche                                                                                  |      |
| Braunau am Inn                | 1900          | Dankbarkeitskirche                                                                              |      |
| Ebensee                       | 1953          | Gnadenkirche                                                                                    |      |
| Eferding                      | 1783          | Evangelische Pfarrkirche Eferding                                                               |      |
| Enns                          | 1971          | Elisabethkirche                                                                                 |      |
| Gallneukirchen                | 1872          | Christuskirche                                                                                  |      |
| Gmunden                       | 1870          | Auferstehungskirche                                                                             |      |
| Gosau                         | 1784          | Evangelische Pfarrkirche Gosau                                                                  |      |
| Haid                          | 1976          | Gnadenkirche                                                                                    |      |
| Hallstatt                     | 1783          | Christuskirche                                                                                  |      |
| Kirchdorf an der Krems        | 1951          | Evangelische Pfarrkirche Kirchdorf an der Krems                                                 |      |
| Laakirchen                    | 1962          | Dreieinigkeitskirche                                                                            |      |
| Lenzing-Kammer                | 1954          | Gnadenkirche Rosenau                                                                            |      |
| Leonding                      | 2006          | Lukaskirche                                                                                     |      |
| Linz-Dornach                  | 1991          | Versöhnungskirche                                                                               |      |
| Linz-Innere Stadt             | 1850          | Martin-Luther-Kirche                                                                            |      |
| Linz-Süd                      | 1952          | Christuskirche                                                                                  |      |
| Linz-Süd                      | 1971          | Johanneskirche                                                                                  |      |
| Linz-Urfahr                   | 1954          | Gustav-Adolf-Kirche                                                                             |      |
| Marchtrenk                    | 1961          | Friedenskirche                                                                                  |      |
| Mattighofen                   | 1960          | Friedenskirche Mattighofen Reformations-Gedächtnis-Kirche Munderfing Evangelische Kirche Lengau |      |
| Mondsee                       | 1951          | Evangelische Kirche Mondsee                                                                     |      |
| Neukematen                    | 1783          | Evangelische Pfarrkirche Neukematen                                                             |      |
| Obertraun                     | 1906          | Evangelisches Bethaus Obertraun                                                                 |      |
| Ried im Innkreis              | 1953          | Evangelisches Gemeindezentrum Ried im Innkreis                                                  |      |
| Rutzenmoos                    | 1782          | Pfarrkirche Rutzenmoos                                                                          |      |
| Schärding                     | 1952          | Kirche am Stein                                                                                 |      |
| Scharten                      | 1782          | Evangelische Toleranzkirche Scharten                                                            |      |
| Schwanenstadt                 | 1955          | Christuskirche                                                                                  |      |
| Sierning                      | 1959          | Christuskirche                                                                                  |      |
| St. Wolfgang im Salzkammergut | 1959          | Friedenskirche                                                                                  |      |
| Stadl-Paura                   | 1963          | Trinitatiskirche                                                                                |      |
| Steyr                         | 1875          | Evangelische Pfarrkirche Steyr                                                                  |      |
| Thening                       | 1783          | Kirche im Feld                                                                                  |      |
| Timelkam                      | 1984          | Evangelische Pfarrkirche Timelkam Versöhnungskirche Frankenmarkt                                |      |
| Traun                         | 1921          | Evangelische Pfarrkirche Traun                                                                  |      |
| Vöcklabruck                   | 1830          | Evangelische Pfarrkirche Vöcklabruck                                                            |      |
| Vorchdorf                     | 1962          | Heilandskirche                                                                                  |      |
| Wallern an der Trattnach      | 1782          | Evangelische Pfarrkirche Wallern an der Trattnach                                               |      |
| Wels                          | 1782          | Christuskirche                                                                                  |      |
| Windischgarsten               | 1951          | Kirche zum guten Hirten                                                                         |      |